# جان غرينير
جان غرينير (بالفرنسية: Jean Grenier)‏ هو أستاذ جامعي وكاتب وفيلسوف فرنسي، ولد في 6 فبراير 1898 في باريس في فرنسا، وتوفي في 5 مارس 1971 في درو (فرنسا) في فرنسا.